# Pteris horizontalis
Pteris horizontalis là một loài dương xỉ trong họ Pteridaceae. Loài này được Fée Rosenst. mô tả khoa học đầu tiên năm 1913.